# Klem (film)
Klem (gestileerd als KLEM) is een Nederlandse film uit 2023, geregisseerd door Frank Ketelaar. De film is gebaseerd op de gelijknamige televisieserie. De film won de Gouden Filmprijs na 100.000 kaartjes te hebben verkocht.

## Rolverdeling
| Acteur               | Personage                    |
| -------------------- | ---------------------------- |
| Barry Atsma          | Hugo Warmond                 |
| Jacob Derwig         | Marius Milner                |
| Georgina Verbaan     | Kitty van Mook               |
| Marie-Mae van Zuilen | Laura Warmond                |
| Ellen Parren         | Sophie Winter                |
| Yenthe Bos           | Suzan "Suus" Warmond         |
| Zoë Cusell           | Christine 'Chrissy' van Mook |
| Claudia Vismara      | Isabella Garboni             |

## Productie
In januari 2022 werd gemeld dat de serie een vervolg krijgt op het witte doek, dat zich moet afspelen na het derde seizoen. De opnames vonden plaats van maart tot mei 2022 in Toscane, Italië.